# 1956-os magyar birkózóbajnokság
Az 1956-os magyar birkózóbajnokság a negyvenkilencedik magyar bajnokság volt. A kötöttfogású bajnokságot június 30. és július 1. között rendezték meg Budapesten, a csepeli sportcsarnokban, a szabadfogású bajnokságot pedig július 7. és 8. között Budapesten, a Törekvés Sport utcai pályáján.

## Eredmények

### Férfi kötöttfogás
| Versenyszám  | Arany                         | Arany | Ezüst                         | Ezüst | Bronz                            | Bronz |
| ------------ | ----------------------------- | ----- | ----------------------------- | ----- | -------------------------------- | ----- |
| Lepkesúly    | Méhész Mihály Bp. Törekvés    |       | Páger Antal Bp. Honvéd        |       | Kerekes Sándor Bp. Kinizsi       |       |
| Légsúly      | Hódos Imre Debreceni Törekvés |       | Kenéz Béla Ceglédi Törekvés   |       | Kiss Bp. Honvéd                  |       |
| Pehelysúly   | Polyák Imre Bp. Dózsa         |       | Viczek József Diósgyőri Vasas |       | Hullai József Kecskeméti Kinizsi |       |
| Könnyűsúly   | Szirbik Sándor Bp. Kinizsi    |       | Tóth Gyula Bp. Honvéd         |       | Szakács Bp. Építők               |       |
| Váltósúly    | Kassai Mihály Csepeli Vasas   |       | Benő Szegedi Haladás          |       | Molnár József Bp. Kinizsi        |       |
| Középsúly    | Gurics György Bp. Honvéd      |       | Székely Pál Bp. Törekvés      |       | Zaka Zoltán Bp. Kinizsi          |       |
| Félnehézsúly | Kovács Gyula Bp. Törekvés     |       | Balla István Ceglédi Törekvés |       | Piti Péter Bp. Vasas             |       |
| Nehézsúly    | Fülöp Ferenc Bp. Törekvés     |       | Növényi Norbert Bp. Kinizsi   |       | Vászin Péter Debreceni Törekvés  |       |

### Férfi szabadfogás
| Versenyszám  | Arany                           | Arany | Ezüst                             | Ezüst | Bronz                           | Bronz |
| ------------ | ------------------------------- | ----- | --------------------------------- | ----- | ------------------------------- | ----- |
| Lepkesúly    | Páger Antal Bp. Honvéd          |       | Kereszturi János Szegedi Haladás  |       | Kulcsár Bp. Dózsa               |       |
| Légsúly      | Bencze Lajos Bp. Dózsa          |       | Potyondi András Bp. Kinizsi       |       | Benkő Gyula Szegedi Haladás     |       |
| Pehelysúly   | Hovancsik Imre Bp. Honvéd       |       | Galántai Bálint Bp. Kinizsi       |       | Viczek József Diósgyőri Vasas   |       |
| Könnyűsúly   | Tóth Gyula Bp. Honvéd           |       | Hoffmann Géza Bp. Honvéd          |       | Sipos László Debreceni Törekvés |       |
| Váltósúly    | Gaugecz Gyula Bp. Vasas         |       | Molnár József Bp. Kinizsi         |       | Deli József Bp. Haladás         |       |
| Középsúly    | Körbl Antal Csepeli Vasas       |       | Lengyel László Debreceni Törekvés |       | Kendi József Szegedi Haladás    |       |
| Félnehézsúly | Kovács József Bp. Honvéd        |       | Balla István Ceglédi Törekvés     |       | Piti Péter Bp. Vasas            |       |
| Nehézsúly    | Vászin Péter Debreceni Törekvés |       | Kovács László Bp. Vasas           |       | Polyák István Csepeli Vasas     |       |